# Vasco Rossi
Vasco Rossi (Zocca, provincia de Módena, 7 de febrero de 1952), conocido también como Vasco o con el apelativo de "Il blasco", es un cantante y músico italiano.

## Biografía
Rossi nació en Zocca, un pequeño pueblo de la provincia de Modena al norte de Italia, el 7 de febrero de 1952. El nombre proviene de su padre Giovanni Carlo —cuya profesión era camionero— en honor a un compañero de prisión en Alemania durante la Segunda Guerra Mundial. Vivió una infancia serena, rodeado del afecto de su familia y mostrando un carácter tímido.
Siendo todavía un niño y por decisión de su madre, ama de casa apasionada por la música, se inscribió en la escuela de música del maestro Bononcini donde comenzó a interesarse por el mundo de la música. Tiempo después y contando con solo 13 años de edad ganó el concurso "Usignolo d'oro" y a los 14 años formó su primer grupo musical llamado "Killer", nombre que después fue cambiado por el de "Little Boys".
En 1967, una vez terminada la escuela secundaria, su familia lo inscribió en el instituto salesiano de San Giuseppe en Modena. Su experiencia en el instituto fue un poco difícil ya que los maestros daban un trato severo a los alumnos, mientras que Vasco poseía un carácter rebelde poco compatible con las estrictas reglas del instituto. La pésima relación que tendrá con los salesianos, marcó definitivamente su percepción hacia las figuras eclesiásticas, mientras desarrolló una suerte de complejo hacia sus orígenes montañeses, con el que aprendió a convivir con el tiempo, sin poder superarlo del todo incluso en su vida adulta. Escapó dos veces refugiándose en la casa de una tía en Bolonia y, tras el segundo escape, su padre decidió inscribirlo en el instituto Tanari donde estudió lo que en Italia se conoce como Economía Hacendaría, mientras se alojaba en la casa de su tía, donde finalmente se graduó.
Rebelde como reflejan sus canciones, Vasco no se conformó con seguir los esquemas y, en 1972, empezó a interesarse por el teatro alternativo, pero se acabó inscribiendo en la facultad de Pedagogía de Bolonia.
Vasco siguió su instinto artístico y fundó la primera radio libre de Italia en 1975: Punto Radio. Difundida en parte de la Emilia-Romaña, del Véneto y de la Lombardía, Vasco fue anunciado como aprendiz de pinchadiscos, pero en su interior, él seguía soñando con ser cantautor y continuaba escribiendo letras y canciones.
El esfuerzo dio sus frutos y La Jeans publicó el sencillo "Jenny/Silvia". A continuación llegaron discos como Ma che cosa vuoi che sia una canzone y Non siamo mica gli americani donde se encuentran canciones como "Albachiara". Vasco comenzó a ganarse al público poco a poco y continuó trabajando: Colpa d'Alfredo (La culpa de Alfredo) y una gira por la península italiana con la Steve Rogers Band.
El estilo "Vasco" ya se había forjado; la crítica no a cómo es su música, sino a sus excesos con el alcohol y la defensa de la droga fueron muy comentados en aquellos años. Vasco volvió con un disco que alcanzó cotas de himno: Siamo solo noi. En 1982 participó en el Festival de San Remo con su quinto disco, Vado al massimo. Al año siguiente, en 1983, salió a la venta uno de sus discos más elogiados a nivel colectivo por su gran imaginativa, Vita spericolata. Pero este disco no se refiere sólo a una canción, puesto que Vasco había salido milagrosamente vivo de dos accidentes automovilísticos. Va bene, va bene così le siguió, mostrando su parte más emotiva, entre la desilusión y el amor.
A partir de ahí aparecieron los discos más creativos de "il Blasco" como Cosa succede in città (1985) y C'è chi dice no (1987). Con la llegada de su hijo Davide llegaron Liberi liberi (1989) y Fronte del palco (1990), presentado en directo en el San Siro de Milán y en el Flaminio de Roma, ambos discos memorables. Con Luca, su segundo hijo, Vasco publicó Gli spari sopra (1993), su decimotercer compacto, que se transformó rápidamente en disco de platino. En estas mismas fechas nació también el "Club Oficial de Fans de Vasco Rossi" ante la tremenda popularidad del cantante. Su alma rebelde, así como su ansia de libertad, pueden sentirse en frases como: "(...) la vita è un brivido che vola via, è tutto un equilibrio sopra la follia... sopra la follia".
Los siguientes discos Nessun pericolo per te, que vendió 400.000 copias en cinco días, Canzoni per me (1998) y Rewind (1999) se han convertido en esenciales en su discografía. En 2002 con Tracks Vasco echó la vista atrás para recopilar su primera antología, otro superéxito de ventas en Italia. Su disco Buoni o cattivi (2004) supuso la consagración en el estrellato de Vasco Rossi en el panorama de la música rock internacional.
Para conmemorar sus 40 años de carrera, en el 2017 dio un único concierto, "Modena Park". Con 220.000 tickets vendidos (agotados a las pocas horas), obtuvo el récord mundial de espectadores que han pagado para ver un solo cantante en un concierto. Este concierto tuvo otros récords; en la tv, más de 5 millones de italianos lo siguieron y en el cine, 20.000 tickets fueron vendidos.
Al margen de lo musical, Vasco Rossi es un polifacético creador, empresario y voz protesta de muchas causas. Posee una línea de ropa y complementos propia, un equipo de motos y colaboró activamente con el partido Rosa nel Pugno.